# North Vernon
North Vernon is een plaats (city) in de Amerikaanse staat Indiana, en valt bestuurlijk gezien onder Jennings County.

## Demografie
Bij de volkstelling in 2000 werd het aantal inwoners vastgesteld op 6515.
In 2006 is het aantal inwoners door het United States Census Bureau geschat op 6424, een daling van 91 (-1,4%).

## Geografie
Volgens het United States Census Bureau beslaat de plaats een oppervlakte van
11,4 km², geheel bestaande uit land. North Vernon ligt op ongeveer 207 m boven zeeniveau.

## Plaatsen in de nabije omgeving
De onderstaande figuur toont nabijgelegen plaatsen in een straal van 24 km rond North Vernon.